# Бадалово
Бада́лово (до 1991 року — Бодолів; угор. Badaló) — село в Берегівській громаді Берегівського району Закарпатської області України.

## Географія
Знаходиться на березі річки Тиси. Відстань до районного центру — 12 км. На такій же відстані знаходиться і угорсько-український кордон. Сусіднє село, Чома, розташоване всього за 3 км на північний схід, Галабор — за 3 км на південний схід. На протилежному боці кордону знаходиться село Тарпа.

## Історія
У південно-східній частині Бодолова, в урочищі Надь в 1885 році знайдено сіру мисочку і чотири бронзових кільця. Тут же бронзовий скарб з восьми предметів. Скарб датується епохою пізньою бронзи. В 1977 році виявлено бронзовий скарб з 30 чекано-молотів.
Перша письмова згадка про село датується 1226 роком, коли його назвали Bodolou і входило до складу Боржавського комітату. Його першим власником був Гергель, син Гунта з роду Hontpázmány, який віддав садибу синові Вбулу, що належав до роду Balogsemjén.
Село вперше згадується 1280 року в одному з листів священика Вароді. У XIV–XVI століттях землі в селі мають сім'ї Каллаї, Мочола, Білко, Броді. Пізніше родини Дезеврі, Цобор, Черні, Берен, Форгач, Баркаси. Значна частина земель біля кордону потрапила в руки сім'ї Бечкеї.
У другій половині XVIII століття в Бадалові другий розквіт. З території Вилок та Тісобеч створили так званий водний поїзд, яким переплавляли сіль, дерев'яні вироби, різне обладнання, а також свіжі фрукти і ін. За описом тих часів на Тисі неначе гойдалися білі соляні гори. Жителі села скористалися становищем, вони продавали продукти для русинів та гуцулів, домашнє тісто, яйця, молоко, а також вино.
Реформаторську церкву заснували 1550 року. Внаслідок пожежі 1834 року згоріла половина села, у тому числі церква і маєток священика, проте через рік віряни села власними силами побудували церкву заново. Книга реєстрації, заведена 1759 року, під час пожежі вціліла.
Восени 1944 року жертвами сталінського терору стало 200 чоловіків, які були відправлені в табори. З них 89 так і не повернулися додому.
Село і його кордони в останнє сторіччя багато страждало від повеней.
У цьому селі живе відомий поет Тихомир Ференці.

В центрі Бадалова розташований великий парк. 
Його в якості парку "Дружба" урочисто відкрили в 1972 році, після того, як тодішнім керівництвом Берегівського району було вирішено облаштувати територію, що на той час мала кепський вигляд. Посеред широкої вулиці йшла асфальтована дорога, але навпроти практичного кожного будинку була яма. Це селяни брали глину для «вальків» (глиняно-солом’яної цегли). Ями були наповнені водою, у теплу пору року над ними кишіло від комарів. Після низки нарад були знайдені фінанси на засипку всіх ям, проведення земельних та дорожніх робіт. Саджанці кущів та дерев були куплені в Ботанічному саду Ужгородського державного університету, фахівці університету надали свої поради щодо їх підбору та подальшого догляду. В парку збереглася скульптура радянського періоду, що зображує двох жінок-селянок.

## Пам'ятники та пам'ятні місця
На внутрішній стіні храму знаходиться меморіальна дошка з іменами тих селян, які загинули під час I світової війни. На майданчику біля храму в 1989 році Товариством угорської культури Закарпаття встановлений гранітний меморіал в пам'ять селян, відправлених в 1944 р. в нацистські табори смерті (Аушвіц), а також селян, які не повернулись з таборів після сталінської депортації.
У 1847 р. в селі був знаменитий угорський поет Шандор Петефі. На стіні реформаторської церкви  вивішено меморіальну дошку з сірого мармуру, обрамлену бетонною рамою з декоративними узорами з троянд та винограду, посеред яких знаходиться гіпсовий портрет Петефі. На плиті угорською мовою написано: «Під час поїздки в Ердьо, медйє Сотмар, до нареченої, проминув святі стіни 17 липня 1847 року Петефі Шандор, національний угорський і всесвітньо відомий поет, апостол, що помер  смертю героя-визволителя. Пам'ять про нього збережеться навічно в угорських серцях, котрі б’ються під його пісні. Меморіальна плита встановлена літом 1938 року Союзом Угорських Сіл Закарпаття на благо кращого угорського майбутнього». Вже понад 10 років місцеві жителі в день народження поета 1 січня 1823, а також в день початку угорської революції 15 березня 1848 р проводять поминальні святкування.
В квітні 1992 р відкрили пам'ятник героям II світової війни.
В 2006 році на честь 1100-річного ювілею в парку було встановлено пам’ятний знак Здобуття Батьківщини угорського народу.
На околиці села, на території закритого для вільного відвідування прикордонного посту, знаходиться пам’ятник прикордоннику Шнирікову, з каменю та бетону, зроблений в 1971 р. скульпторами І. Бровді та Л. Бровді.

## Туристичні місця
- У південно-східній частині села, в урочищі Надь в 1885 році знайдено сіру мисочку і чотири бронзових кільця. Тут же бронзовий скарб з восьми предметів. Скарб датується епохою пізньою бронзи. В 1977 році виявлено бронзовий скарб з 30 чекано-молотів.
- Реформаторський храм 1550 року
- Й. Гводані, відомий військовий генерал керівник антигабсбурзьких повстань, починаючи з 1763 р. пробув в селі довгі місяці. На основі цих спогадів написав книжку оповідань.
- меморіальна дошка з іменами селян, які загинули під час I світової війни
- гранітний меморіал в пам'ять селян, відправлених в 1944 р. в нацистські табори смерті (Аушвіц)
- пам’ятник прикордоннику Шнирікову
- пам'ятник героям II світової війни
- парк "Дружба" 1972 р.
- пам’ятний знак Здобуття Батьківщини угорського народу

- гіпсовий портрет Петефі. У 1847 р. в селі був знаменитий угорський поет Шандор Петефі. 

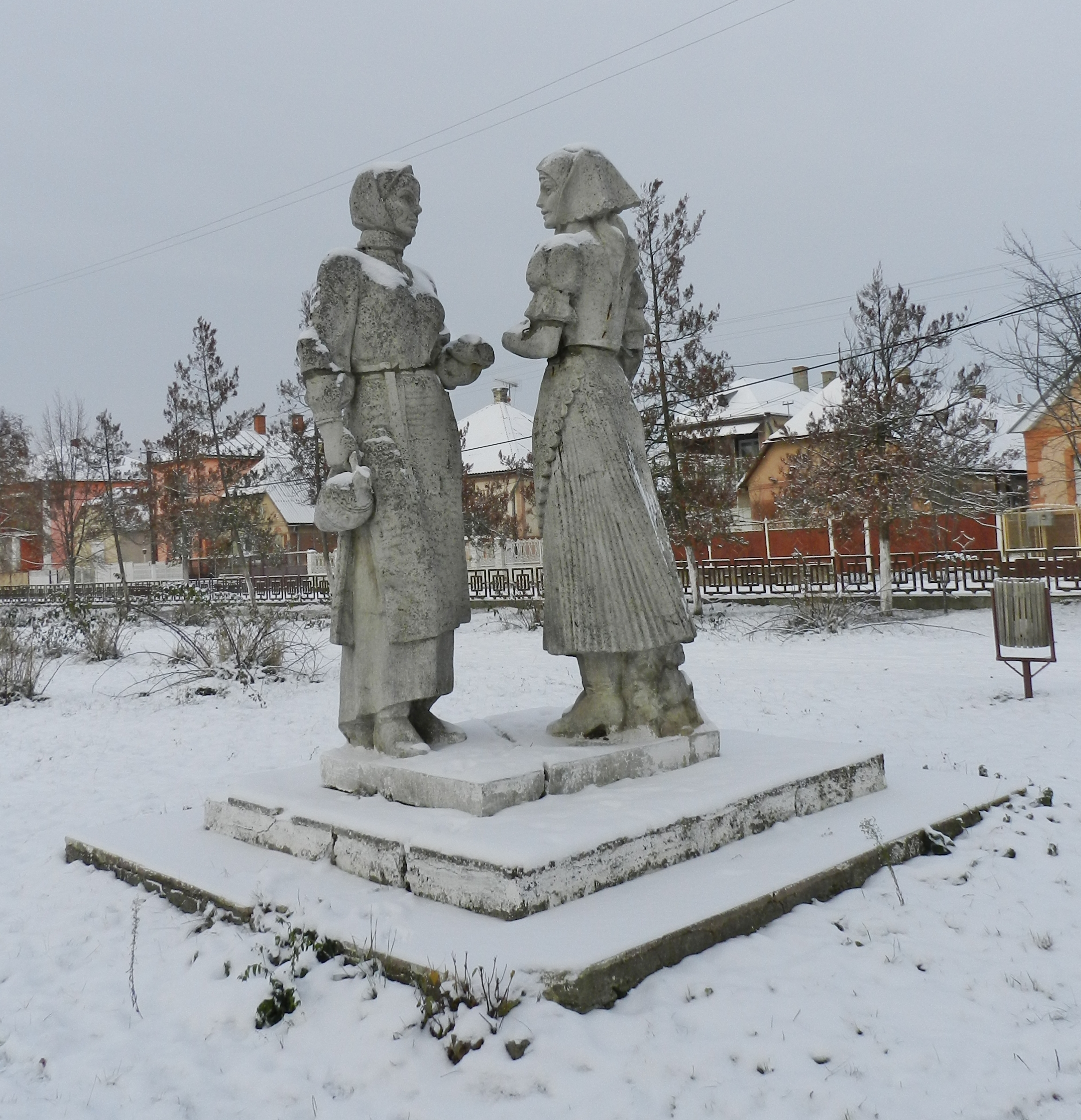